# Utrikesutskottet (Sverige)
Utrikesutskottet (UU) är ett utskott i Sveriges riksdag. Utskottet bereder ärenden om rikets förhållande till och överenskommelser med andra stater och mellanfolkliga organisationer, skrivelser och liknande ärenden som rör riksdagens internationella delegationer samt bistånd till annat lands utveckling. Utskottet bereder även ärenden om utrikes handel och internationellt ekonomiskt samarbete. Detta gäller om ärendena inte tillhör något annat utskotts beredning.
Sedan 2022 är Aron Emilsson (SD) utskottets ordförande och Morgan Johansson (S) vice ordförande.

## Lista över utskottets ordförande
| Namn | Namn                 | Ämbetsperiod | Politisk tillhörighet | Notering                                        |
| ---- | -------------------- | ------------ | --------------------- | ----------------------------------------------- |
|      | Östen Undén          | 1938–1945    | Socialdemokraterna    |                                                 |
|      | Rickard Sandler      | 1946–1964    | Socialdemokraterna    |                                                 |
|      | Bengt Elmgren        | 1965–1966    | Socialdemokraterna    |                                                 |
|      | Arne Geijer          | 1967–1976    | Socialdemokraterna    |                                                 |
|      | Allan Hernelius      | 1976–1982    | Moderaterna           |                                                 |
|      | Stig Alemyr          | 1982–1991    | Socialdemokraterna    |                                                 |
|      | Daniel Tarschys      | 1991–1994    | Folkpartiet           | 1991-10-08 – 1994-06-19                         |
|      | Karl-Göran Biörsmark | 1994         | Folkpartiet           | 1994-06-20 – 1994-10-02                         |
|      | Maj-Lis Lööw         | 1994–1995    | Socialdemokraterna    | 1994-10-12 – 1995-01-01                         |
|      | Viola Furubjelke     | 1995–2002    | Socialdemokraterna    | 1995-01-07 – 1998-10-04 1998-10-13 – 2002-01-01 |
|      | Urban Ahlin          | 2002–2006    | Socialdemokraterna    | 2002-01-01 – 2002-09-29 2002-10-08 – 2006-10-02 |
|      | Sten Tolgfors        | 2006         | Moderaterna           | 2006-10-10 – 2006-10-23                         |
|      | Göran Lennmarker     | 2006–2010    | Moderaterna           | 2006-11-16 – 2010-10-04                         |
|      | Karin Enström        | 2010–2012    | Moderaterna           | 2010-10-12 – 2012-04-17                         |
|      | Sofia Arkelsten      | 2012         | Moderaterna           | 2012-04-26 – 2012-11-18                         |
|      | Hans Wallmark        | 2012–2013    | Moderaterna           | 2012-11-19 – 2013-03-31                         |
|      | Sofia Arkelsten      | 2013–2014    | Moderaterna           | 2013-04-01 – 2014-09-29                         |
|      | Kenneth G. Forslund  | 2014–2018    | Socialdemokraterna    | 2014-10-07 – 2018-09-24                         |
|      | Hans Wallmark        | 2018–2019    | Moderaterna           | 2018-10-02 – 2019-02-28                         |
|      | Kenneth G. Forslund  | 2019–2022    | Socialdemokraterna    | 2019-02-28 – 2022-09-26                         |
|      | Aron Emilsson        | 2022–        | Sverigedemokraterna   | 2022-10-04 –                                    |

## Lista över utskottets vice ordförande
| Namn | Namn                     | Ämbetsperiod | Politisk tillhörighet |
| ---- | ------------------------ | ------------ | --------------------- |
|      | Olle Dahlén              | 1971–1973    | Folkpartiet           |
|      | Anna-Lisa Lewén-Eliasson | 1976–1979    | Socialdemokraterna    |
|      | Gertrud Sigurdsen        | 1979–1982    | Socialdemokraterna    |
|      | Sture Korpås             | 1982–1985    | Centerpartiet         |
|      | Karin Söder              | 1985–1986    | Centerpartiet         |
|      | Gunnel Jonäng            | 1986–1988    | Centerpartiet         |
|      | Pär Granstedt            | 1988–1991    | Centerpartiet         |
|      | Pierre Schori            | 1991–1994    | Socialdemokraterna    |
|      | Margaretha af Ugglas     | 1994–1995    | Moderaterna           |
|      | Göran Lennmarker         | 1995–2003    | Moderaterna           |
|      | Gunilla Carlsson         | 2003–2006    | Moderaterna           |
|      | Urban Ahlin              | 2006–2014    | Socialdemokraterna    |
|      | Karin Enström            | 2014–2017    | Moderaterna           |
|      | Jonas Jacobsson Gjörtler | 2017–2018    | Moderaterna           |
|      | Kenneth G Forslund       | 2018–2019    | Socialdemokraterna    |
|      | Hans Wallmark            | 2019–2022    | Moderaterna           |
|      | Olle Thorell             | 2022         | Socialdemokraterna    |
|      | Morgan Johansson         | 2022–        | Socialdemokraterna    |